# 안도라의 국가

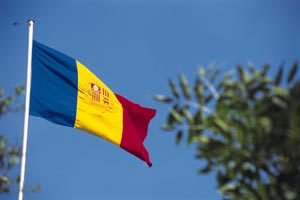

위대한 샤를마뉴(카탈루냐어: El Gran Carlemany 엘 그란 카를레마니)는 안도라의 국가로, 요한 벤요흐 이 비보(1864-1926)가 작사하였으며 엔릭 마르파니 본즈(1871-1942)가 작곡하였다.
이 곡은 1914년에 안도라의 국가로 제정되었으며 카탈루냐어와 프랑스어, 스페인어 가사가 있다.